# Hauteville-lès-Dijon
Hauteville-lès-Dijon ist eine französische Gemeinde mit 1.206 Einwohnern (Stand 1. Januar 2022) im Département Côte-d’Or in der Region Bourgogne-Franche-Comté. Sie gehört zum Arrondissement Dijon und zum Kanton Fontaine-lès-Dijon.

## Geschichte

### Mittelalter
Im Jahre 903 wurde Hauteville als alta villa in einer lateinisch verfassten Urkunde erstmals erwähnt. Durch die Übersetzung des lateinischen alta villa ins Französische entstand der heutige Ortsname.

### Internierungslager Fort d’Hauteville

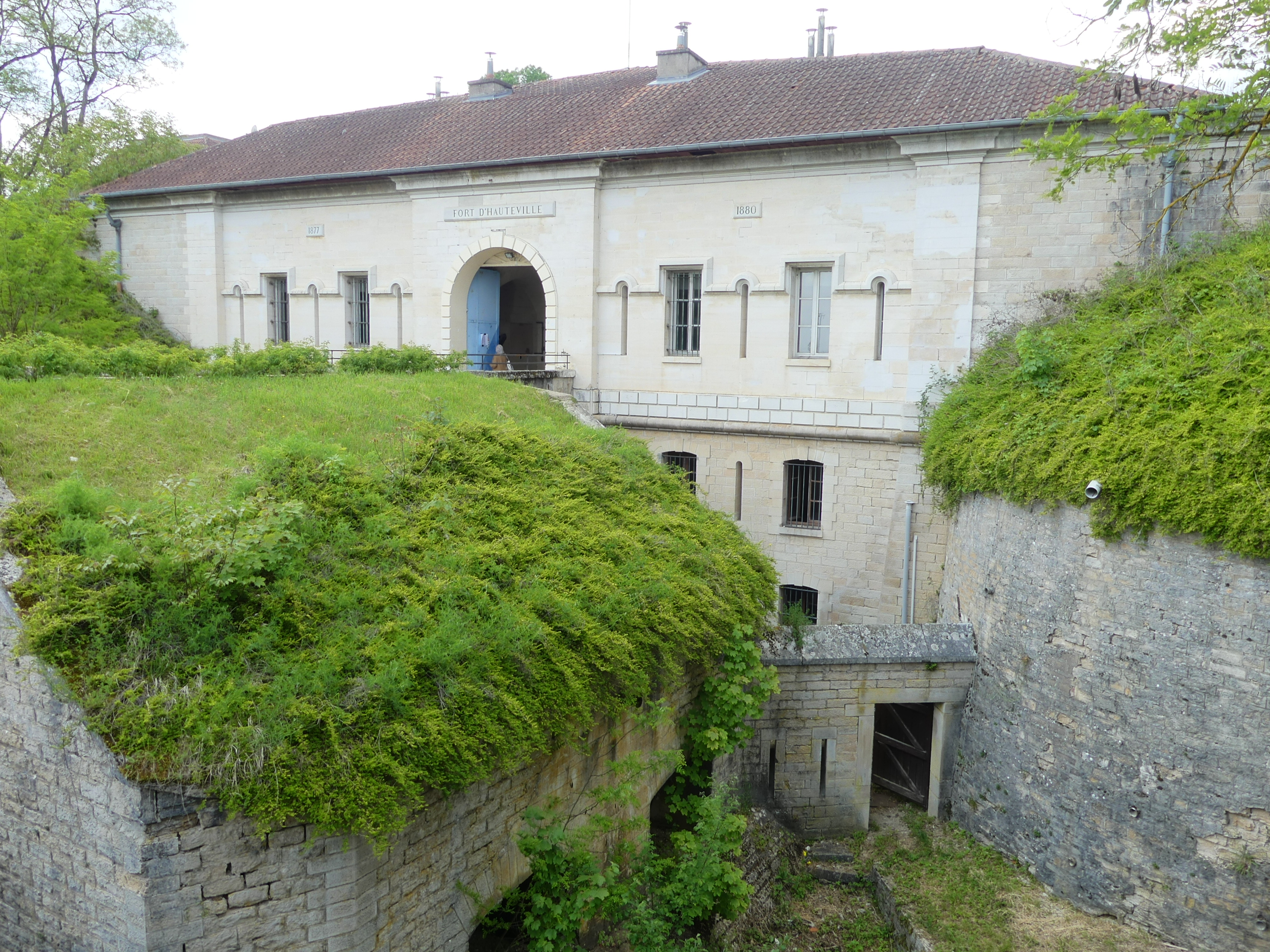
Fort d’Hauteville

Das zwischen 1877 und 1880 erbaute Fort d’Hauteville war Teil der Barrière de fer, die auch unter dem Namen Système Séré de Rivières bekannt ist.
Im Mai 1940 nutzte die französische Regierung das Fort als Internierungslager für „feindliche Untertanen“. Nachdem die Vereinigten Staaten infolge des Angriffs auf Pearl Harbor am 7. Dezember 1941 in den Zweiten Weltkrieg eingetreten waren, wurden dort US-Amerikaner interniert.
Von Dezember 1941 bis 1944 stand das Fort d’Hauteville unter deutscher Verwaltung. Es diente als Außenstelle des Gefängnisses von Dijon. Die Gestapo brachte dort politische Gefangene unter. Vermutlich ab 1942 wurden im Fort d’Hauteville Juden interniert, die meist bei dem Versuch festgenommen worden waren, aus dem von den Deutschen besetzten Frankreich in die so genannte „freie Zone“ von Vichy-Frankreich zu fliehen. Die meisten jüdischen Gefangenen wurden vom Fort d’Hauteville aus in das Sammellager Drancy und das Camp de transit de Pithiviers gebracht, von wo aus sie in die deutschen Konzentrationslager deportiert wurden.
Nach dem Zweiten Weltkrieg nutzte die französische Regierung das Fort als Kriegsgefangenenlager.

## Bevölkerungsentwicklung
| Jahr                       | 1962 | 1968 | 1975 | 1982 | 1990 | 1999 | 2008 | 2012 | 2019 |
| Einwohner                  | 202  | 224  | 335  | 636  | 963  | 1022 | 1065 | 1173 | 1227 |
| Quellen: Cassini und INSEE |      |      |      |      |      |      |      |      |      |

## Gemeindepartnerschaft

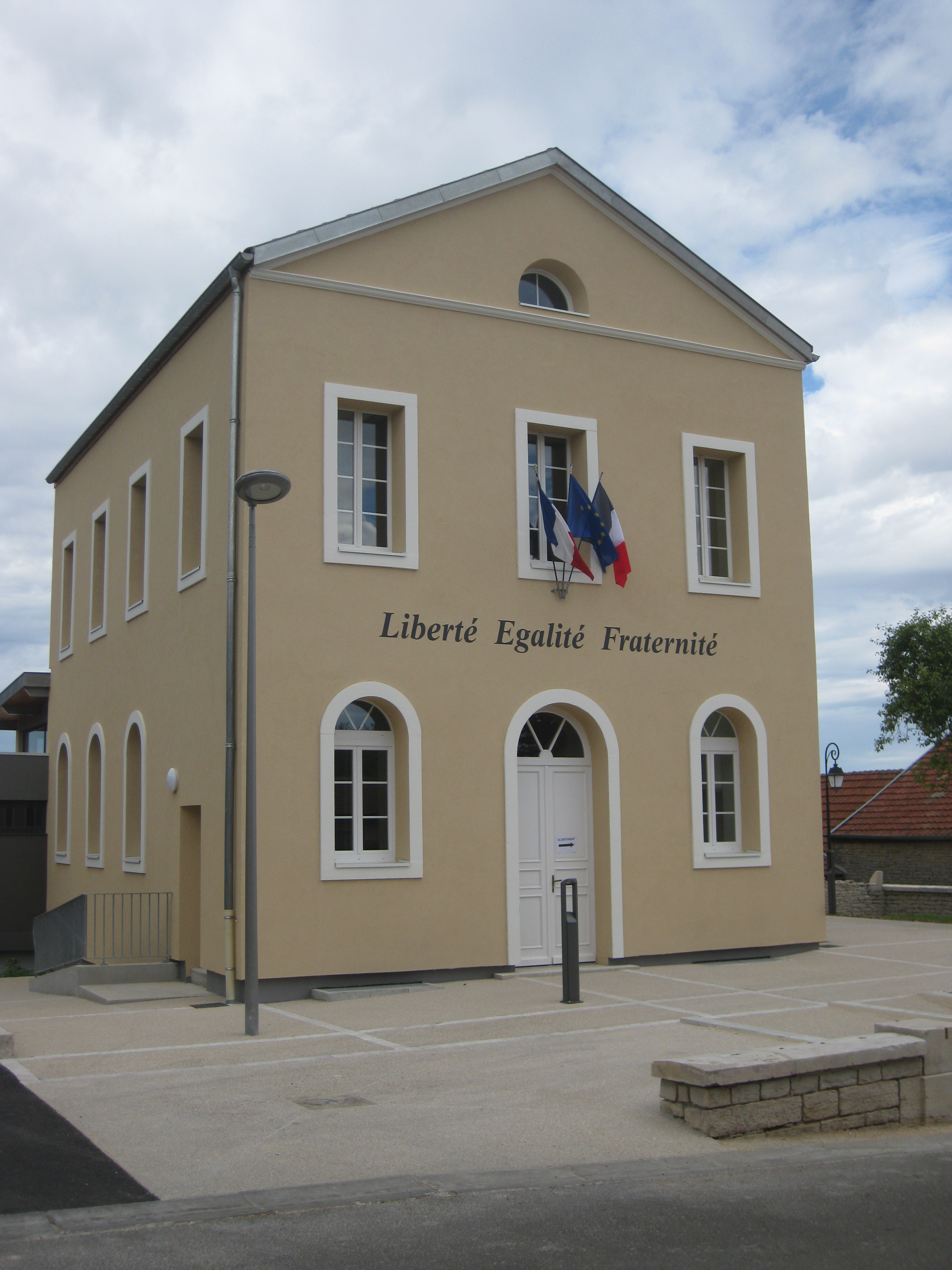
Mairie Hauteville-lès-Dijon

Mit der spanischen Gemeinde Altura in der valencianischen Provinz Castellón besteht eine Partnerschaft.